# Collibo
Il collibo (in greco antico: κόλλυβος?, kóllybos) era, nell'antica Atene, una moneta di piccolissimo valore citata da alcuni commediografi a partire dagli anni 420 a.C.; secondo Teofrasto il suo peso era intermedio tra quello del grano (in greco antico: κριθή?, krithé) e quello del quarto di obolo (in greco antico: τεταρτημόριον?, tetartēmórion).